# 雷纳托·苏利奇
雷纳托·苏利奇（1979年11月12日—），克罗地亚男子手球运动员。他曾代表克罗地亚国家队参加2008年夏季奥林匹克运动会手球比赛，结果获得第四名。